# Consonne dentale
Cette page contient des caractères spéciaux ou non latins. S’ils s’affichent mal (▯, ?, etc.), consultez la page d’aide Unicode.
Une consonne dentale, ou plus brièvement dentale, désigne, en phonétique articulatoire, une consonne apicale dont le lieu d'articulation se situe au niveau des dents ; elle est réalisée par un rapprochement entre la pointe de la langue et les dents.  Pour les fricatives, la langue est placée entre les dents et, pour les autres, derrière les dents de la mâchoire supérieure.
Le français comporte les dentales [d̪], [t̪] et [n̪].

## Dentales de l'API
L'alphabet phonétique international (API) utilise un symbole commun pour les consonnes pulmonaires dentales, alvéolaires et post-alvéolaires, hormis pour les fricatives et les affriquées. On a recours au diacritique [  ̪ ] (pontet souscrit) lorsqu'il est nécessaire de différencier les dentales des (post-)alvéolaires.
L'alphabet phonétique international recense les dentales suivantes :
| API | Description                        | Exemple                    | Exemple     | Exemple     | Exemple       |
| --- | ---------------------------------- | -------------------------- | ----------- | ----------- | ------------- |
| API | Description                        | Langue                     | Orthographe | API         | Signification |
| t̪   | Occlusive dentale sourde           | Espagnol                   | te          | [t̪e]        | toi           |
| d̪   | Occlusive dentale voisée           | Espagnol                   | dónde       | [d̪ɔnd̪e]     | où            |
| n̪   | Occlusive nasale dentale voisée    | Espagnol                   | onda        | [on̪d̪a]      | vague         |
| ɾ̪   | Battue dentale voisée              |                            |             |             |               |
| r̪   | Roulée dentale voisée              | Marshallais                | Ebadon      | [ebɑr̪on̪]    | Ebadon        |
| θ   | Fricative dentale sourde           | Anglais                    | maths       | [mæθ]       | maths         |
| ð   | Fricative dentale voisée           | Anglais                    | the         | [ðə]/[ði:]  | le            |
| ð̞   | Spirante dentale voisée            | Espagnol                   | codo        | [koð̞o]      | coude         |
| l̪   | Spirante latérale dentale voisée   | Espagnol                   | ligar       | [l̪iɰaɾ]     | flirter       |
| ǀ   | Clic dental                        | Xhosa                      | ukúcola     | [uk’úkǀola] | moudre        |
| ɗ̪   | Occlusive injective dentale voisée | Swahili (dialecte kimvita) | duka        | [ɗ̪uka]      | boutique      |
| t̪ʼ  | Occlusive éjective dentale         |                            |             |             |               |